# Pennithera
Pennithera là một chi bướm đêm thuộc họ Geometridae.